# Ferragosto in giallo
Ferragosto in giallo è una raccolta di racconti pubblicata nel 2013 dalla casa editrice Sellerio di Palermo, ambientati durante il periodo estivo e in cui sei giallisti, italiani e stranieri, pongono i rispettivi protagonisti dei loro romanzi al centro di vicende non sempre poliziesche.

Poiché i protagonisti dei racconti sono tutti personaggi che compaiono in numerose narrazioni precedenti dei rispettivi autori, ciascun racconto è accompagnato da una breve nota editoriale che contiene cenni storici o biografici utili ai lettori che eventualmente non li avessero ancora conosciuti.

## Racconti

### Notte di Ferragosto
di Andrea Camilleri [protagonista: Salvo Montalbano]

Montalbano scopre il cadavere di un uomo morto per overdose di fronte a casa sua, Mario D'Antonio. Era fidanzato con Carla Ramirez, figlia del presidente della società dove lavorava.

### Azione e reazione
di Marco Malvaldi [protagonisti: Massimo Viviani e i vecchietti del BarLume]

Un riccone russo muore improvvisamente durante le sue vacanze in Toscana. L'intuito di Massimo e dei suoi vecchietti sarà decisivo per la soluzione del caso.

### Le ferie di agosto
di Antonio Manzini [protagonista: Rocco Schiavone]

Una rapina in una banca di Ostia svela la meschinità di un uomo rispettato e le umane debolezze del vicequestore Schiavone.

### Ferragosto nella casa di ringhiera
di Francesco Recami [protagonista: Luigi De Angelis]

L'ultraottantenne De Angelis aiuta una escort ad uscire dal giro.

### Lupa di mare
di Gian Mauro Costa [protagonista: Enzo Baiamonte]

Due cani randagi vengono massacrati da un'esplosione in spiaggia.

### Vero amore
di Alicia Giménez-Bartlett [protagonista: ispettrice Petra Delicado e Fermín Garzón]

Petra Delicado e Fermín Garzón devono indagare sull'omicidio del loro collega Carreras quasi sicuramente colpevole di aver ucciso la moglie.

## Edizioni
- Autori Vari, Ferragosto in giallo, Sellerio editore, 2013, ISBN 978-88-389-3074-4.

- Andrea Camilleri, Notte di Ferragosto (e-book), collana Corti 26, Sellerio editore, 2013, ISBN 978-88-389-3602-9.